# Estuna församling
Estuna församling var en församling i Uppsala stift och i Norrtälje kommun i Stockholms län. Församlingen uppgick 2006 i Estuna och Söderby-Karls församling i Stockholms län.

## Administrativ historik
Församlingen har medeltida ursprung.
Församlingen utgjorde till 1962 ett eget pastorat. Från 1962 till 2006 var församlingen annexförsamling i pastoratet Söderby-Karl, Estuna, Lohärad som till 1974 även omfattade Malsta församling och från 1974 Edsbro församling Församlingen uppgick 2006 i Estuna och Söderby-Karls församling.

## Kyrkor
- Estuna kyrka